# Moor Line
Die britische Reederei Moor Line Limited bestand von 1897 bis 1968. Das Unternehmen setzte seine Flotte in der Trampschifffahrt ein.

## Geschichte

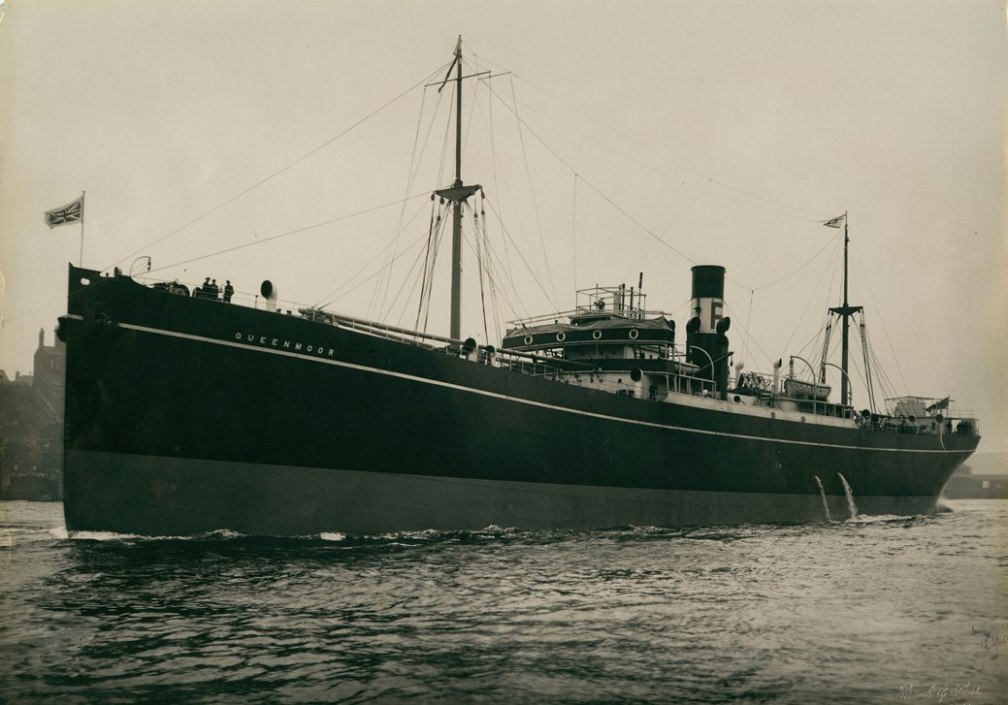
Die Queenmoor, 1924 auf Probefahrt

Im Jahr 1885 erwarb der Kapitän Walter Runciman sein erstes Schiff, den gebraucht erworbenen Frachtdampfer Dudley. Um den ersten Neubau, die Blakemoor,  zu finanzieren, gründete Runciman 1889 die South Shields Steam Shipping Company Limited. 1890 wurde die Eignergesellschaft North Moor Steamships Company gegründet um Teilhabern die Investition nach dem alten 64-Anteils-System zu ermöglichen. 1892 zog die Reederei von South Shields nach Newcastle-on-Tyne um und im April 1897 wurde die South Shields Steam Shipping Company in Moor Line Ltd. umbenannt. 1902 übernahm die Moor Line die Novocastrian Shipping Company und 1905 wurde North Moor Steamships Company eingegliedert. Nach schweren Verlusten im Ersten Weltkrieg und dem Abflauen des kurzen Nachkriegsbomms verkaufte man die Flotte aus 13 Einheiten im Dezember 1919 an die Western Counties Shipping Company aus Cardiff und löste die Moor Line Ltd im September 1920 auf. Schon im November 1920 wurde die Moor Line Ltd als Public Company neu gegründet und erwarb im April 1922 sieben der zuvor nach Cardiff verkauften Schiffe zu einem Bruchteil des vorherigen Preises aus der Insolvenz der Western Counties Shipping Company zurück. 1930 betrieb die Moor Line bereits wieder 23 Trampschiffe. 1934 wurden die ersten zwei Einheiten des Doxford-Economy-Typs in Auftrag gegeben. Als die Anchor Line (Henderson Bros) Ltd im Mai 1935 infolge der Weltwirtschaftskrise zahlungsunfähig geworden war und aufgelöst wurde, stieg die Runciman (London) Ltd mit neuem Kapital in das Unternehmen ein und führte es mit Lord Runciman als Vorsitzenden der neugegründeten Anchor Line (1935) Ltd weiter.
Im Zweiten Weltkrieg gingen zahlreiche Schiffe verloren und die Reederei musste seine Flotte in den 1950er Jahren wieder aufbauen. Die sinkenden Frachtraten ab 1957 machten einen kostendeckenden Einsatz der herkömmlichen Trampschiffe immer schwieriger und im Jahr 1962 wurden die ersten Massengutschiffe in Auftrag gegeben. Im Juli 1965 übernahm die Moor Line die Anchor Line von United Molasses Co Ltd und 1966 übernahm die Moor Line Ltd die Walter Runciman & Co Ltd. Die Verwaltung des Unternehmens zog von Newcastle-on-Tyne nach Glasgow. 1968 wurde die Moor Line Ltd in Walter Runciman & Company Ltd. umbenannt und die Eignerschaft der Flotte auf die neu gegründete Anchor Line Ship Management Ltd. übertragen. Die ebenfalls neu gegründete Runciman Shipping Ltd. übernahm die Bereederung der Schiffe. Die Runciman-Gruppe erwarb 1969 die Currie Line aus Leith und die Anchor Line Ltd erwarb 1972 George Gibson & Co Ltd. aus Leith. 1976 wurde die Runciman-Gruppe neu strukturiert. Das Eigentum an den Schiffen blieb bei der Anchor Line Company Ltd., die Anchor Line Eastern Services Ltd. bearbeitete die asiatischen Aktivitäten, Anchor Line Ship Management Ltd. betrieb die Massengutschiffe und das Management fremder Tonnage, die Currie Line Ltd. betrieb das europäische Schifffahrts-, Lagerhaus-,
und Speditionsgeschäft, George Gibson & Co betrieb die Gastanker und die Runciman Shipping Ltd. übernahm die Verwaltung der Gruppe. Die letzten Teilunternehmen wurden in den 2000er und 2010er Jahren aufgelöst.